# Knights of da Gama

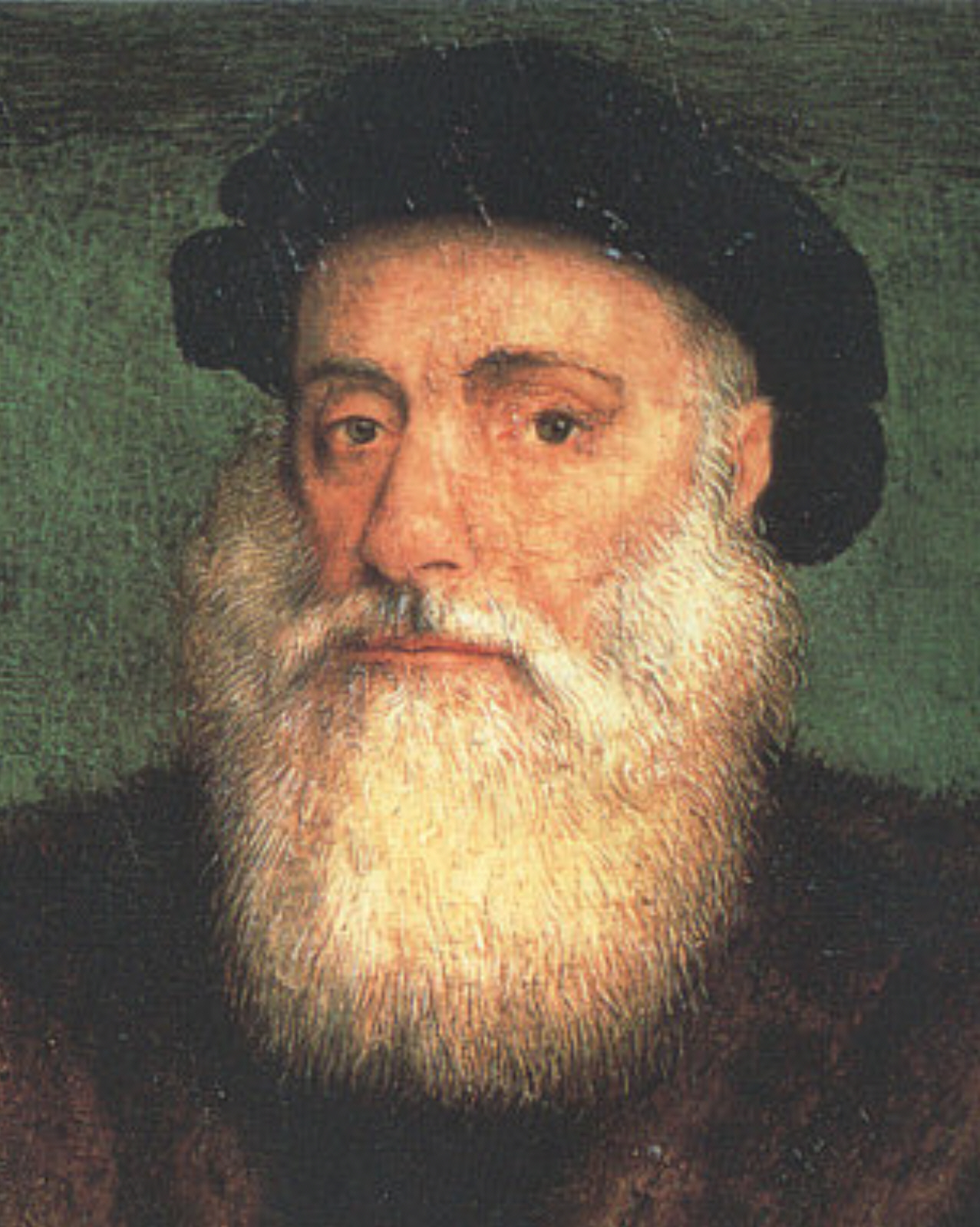
Vasco da Gama

The Catholic Order of the Knights of da Gama (Kurzform: Knights of da Gama; Abkürzung: KDG; deutsch: Katholischer Orden der Ritter von da Gama) ist ein katholischer Laienorden in Südafrika. Er ist seit 1997 als eine Non-Profit-Organisation registriert und als private Vereinigung von Gläubigen der International Alliance of Catholic Knights angeschlossen. Die Namensgebung geht auf Vasco da Gama zurück.

## Geschichte und Ziele
In der Zeit des Zweiten Weltkriegs gründeten am 20. November 1943, dem Gedenktag des Heiligen Edmund von Ostanglien, in Durban am Indischen Ozean eine kleine Gruppe katholischer Männer eine Bruderschaft der Nächstenliebe, der Brüderlichkeit und der Pflichten. Sie nannten sich nach Vasco da Gama „Knights of da Gama“, sie schlossen sich somit der Missionsarbeit da Gamas an, der 1940 von Papst Pius XII. als ein besonderer Missionar hervorgehoben worden war. Sie wollen ihre Mitgliedern zu guten Christen ermutigen, sie aktiv unterstützen und mit ihnen im Königreich Christi’s leben. Die Mitgliedschaft ist offen für alle Katholiken die im Glauben leben und im völligen Einverständnis mit der heiligen katholischen Kirche stehen. Sie wollen die Traditionen fortsetzen und einen Platz in der Arbeit für das Laienapostolat einnehmen. Ihr Motto lautet: „Ut omnes unum sint“  („Alle sollen eins sein…“ Joh  17, 21 ), in diesem Sinne haben sie sich folgende Aufgaben gestellt:
- Die Botschaft Jesu Christi unter die Menschen zu bringen;
- Loyalität gegenüber den Priestern, Bischöfen und dem Heiligen Vater zu bewahren;
- Gegen Ungerechtigkeit in der Gesellschaft einzutreten;
- Zusammenarbeit mit dem Päpstlichen Rat für die Laien;
- Verbreitung der Vision des Paters Michael McGivney, der 1882 den ersten auch für Afroamerikaner offenen Orden der Kolumbusritter gründete, und zur Gründung weiterer Bruderschaften aufgerufen hatte;
- Stärkung und Förderung der Ordensmitglieder als praktische Teilhaber am Missionsauftrag  der Kirche und
- Fortsetzung der Einheit im Glauben und Gebet.

## Organisation
Analog zu bestehenden katholischen Rittergemeinschaften gliedert sich die Bruderschaft in „Councils“, die den Pfarrgemeinden zugeordnet sind. Die nächste, auf der Diözesanebene angegliederte, Ebene sind die „Courts“. Als höchstes Gremium mit dem „Supreme Knight“ an der Spitze, steht der Nationalrat, der auch in der Südafrikanischen Bischofskonferenz (SACBC) vertreten ist. Die örtlichen, regionalen und nationalen Versammlungen sind nur für Mitglieder zugänglich, diese Tatsache veranlasst die Kritiker die Knights of da Gama als einen „Geheimbund“ zu bezeichnen oder in die Nähe der Freimaurer einzustufen. Das Aufnahmezeremoniell wird immer in Verbindung mit einer Eucharistiefeier zelebriert.